# Real Sociedad de Fútbol 2002-2003
Questa voce raccoglie le informazioni riguardanti la Real Sociedad de Fútbol nelle competizioni ufficiali della stagione 2002-2003.

## Stagione
Eliminata all'inizio della stagione dalla Coppa del Re per mano del Real Saragozza, in campionato la Real Sociedad mantenne l'imbattibilità nel corso del girone di andata, tramite dodici vittorie e sette pareggi che le permetteranno di concludere a +5 dal Real Madrid. A causa di una serie di sconfitte subite all'inizio del girone di ritorno, la Erreala venne sorpassata dalle Merengues per poi accumulare progressivamente uno svantaggio che arrivò a -6 con l'inizio di aprile. Con la vittoria per 4-2 nello scontro diretto, la Real Sociedad diede il via ad una graduale rimonta che, malgrado un'ulteriore sconfitta al Camp Nou contro il Barcellona, le permise di riguadagnare la vetta della classifica a quattro giornate dalla conclusione. Un pareggio su autorete contro il Valencia e una sconfitta contro il Celta Vigo permisero al Real Madrid di piazzare il sorpasso alla penultima giornata.

## Maglie e sponsor
Lo sponsor tecnico per la stagione 2002-2003 è Astore, mentre quello ufficiale è Krafft Professional.
| Manica sinistra · Manica sinistra · Maglietta · Maglietta · Manica destra · Manica destra · Pantaloncini · Calzettoni |

## Rosa
| N. |                                | Ruolo | Calciatore              |
| -- | ------------------------------ | ----- | ----------------------- |
| 1  | Spagna (bandiera)              | P     | Alberto López Fernández |
| 2  | Norvegia (bandiera)            | D     | Bjørn Tore Kvarme       |
| 3  | Spagna (bandiera)              | D     | Agustín Aranzábal       |
| 4  | Spagna (bandiera)              | C     | Xabi Alonso             |
| 5  | Spagna (bandiera)              | D     | Zuhaitz Gurrutxaga      |
| 6  | Argentina (bandiera)           | D     | Gabriel Schürrer        |
| 7  | Spagna (bandiera)              | D     | Igor Jáuregi            |
| 8  | Turchia (bandiera)             | C     | Tayfun Korkut           |
| 9  | Serbia e Montenegro (bandiera) | A     | Darko Kovačević         |
| 10 | Spagna (bandiera)              | C     | Javier de Pedro         |
| 11 | Spagna (bandiera)              | C     | Mikel Aranburu          |
| 12 | Spagna (bandiera)              | D     | José Antonio Pikabea    |

| N. |                        | Ruolo | Calciatore            |
| -- | ---------------------- | ----- | --------------------- |
| 14 | Spagna (bandiera)      | D     | Aitor López Rekarte   |
| 15 | Turchia (bandiera)     | A     | Nihat Kahveci         |
| 16 | Spagna (bandiera)      | A     | Joseba Llorente       |
| 17 | Spagna (bandiera)      | C     | Igor Gabilondo        |
| 19 | Russia (bandiera)      | C     | Dmitri Khokhlov       |
| 20 | Spagna (bandiera)      | C     | José Javier Barkero   |
| 21 | Spagna (bandiera)      | A     | Óscar de Paula        |
| 23 | Spagna (bandiera)      | D     | Sergio Boris González |
| 24 | Russia (bandiera)      | C     | Valerij Karpin        |
| 25 | Paesi Bassi (bandiera) | P     | Sander Westerveld     |
| 28 | Spagna (bandiera)      | C     | Mikel Alonso          |

## Statistiche

### Andamento in campionato
| Giornata  | 1 | 2 | 3 | 4 | 5 | 6 | 7 | 8 | 9 | 10 | 11 | 12 | 13 | 14 | 15 | 16 | 17 | 18 | 19 | 20 | 21 | 22 | 23 | 24 | 25 | 26 | 27 | 28 | 29 | 30 | 31 | 32 | 33 | 34 | 35 | 36 | 37 | 38 |
| --------- | - | - | - | - | - | - | - | - | - | -- | -- | -- | -- | -- | -- | -- | -- | -- | -- | -- | -- | -- | -- | -- | -- | -- | -- | -- | -- | -- | -- | -- | -- | -- | -- | -- | -- | -- |
| Luogo     | C | T | C | T | C | T | C | T | C | T  | T  | C  | T  | C  | T  | C  | T  | C  | T  | T  | C  | T  | C  | T  | C  | T  | C  | T  | C  | C  | T  | C  | T  | C  | T  | C  | T  | C  |
| Risultato | V | V | N | V | V | N | V | V | N | N  | N  | V  | V  | V  | V  | N  | N  | V  | V  | P  | N  | P  | V  | P  | V  | V  | N  | P  | V  | V  | P  | V  | V  | V  | V  | N  | P  | V  |
| Posizione | 2 | 2 | 4 | 3 | 2 | 1 | 1 | 1 | 1 | 1  | 1  | 1  | 1  | 1  | 1  | 1  | 1  | 1  | 1  | 1  | 1  | 1  | 1  | 2  | 2  | 2  | 2  | 3  | 3  | 2  | 2  | 3  | 2  | 1  | 1  | 1  | 2  | 2  |

Fonte:  Spain » Primera División 2002/2003 » Schedule, su worldfootball.net.
Legenda:

Luogo: C = Casa; T = Trasferta. Risultato: V = Vittoria; N = Pareggio; P = Sconfitta.